# Cantón de Arinthod
El cantón de Arinthod era una división administrativa francesa, que estaba situada en el departamento de Jura y la región de Franco Condado.

## Composición
El cantón estaba formado por veinticuatro comunas:
- Arinthod
- Aromas
- Cernon
- Cézia
- Charnod
- Chatonnay
- Chemilla
- Chisséria
- Coisia
- Condes
- Cornod
- Dramelay
- Fétigny
- Genod
- La Boissière
- Lavans-sur-Valouse
- Légna
- Marigna-sur-Valouse
- Saint-Hymetière
- Savigna
- Thoirette
- Valfin-sur-Valouse
- Vescles
- Vosbles

## Supresión del cantón de Arinthod
En aplicación del Decreto nº 2014-165 de 17 de febrero de 2014, el cantón de Arinthod fue suprimido el 22 de marzo de 2015 y sus 24 comunas pasaron a formar parte del nuevo cantón de Moirans-en-Montagne.